# Ermida de Santa Bárbara (Povoação)
A Ermida de Santa Bárbara localiza-se na freguesia da Povoação, no concelho de mesmo nome, na ilha de São Miguel, nos Açores.

## História
Acredita-se ser este o primeiro templo edificado na ilha, no local onde os primeiros povoadores celebraram a primeira eucaristia quando do início do seu povoamento, no século XV. Foi erguida por iniciativa de Mateus Dias, descendente da família de Jorge Velho, um dos primeiros povoadores.
Ao longo dos séculos sofreu diversas alterações, principalmente devido aos desastres naturais que assolaram a ilha. A última teve lugar em fins do século XIX, após ter sido severamente danificada pelo terramoto de 1879.
Na década de 1980, o então presidente da Câmara da Povoação, Medeiros Ferreira, sensibilizado com o precário estado de conservação do templo, determinou a recuperação parcial da mesma.
Em nossos dias serve de arrecadação ao cemitério do concelho, em avançado estado de degradação. Por essa razão, formou-se o "Movimento para a Recuperação da Ermida de Santa Bárbara", cujos objetivos são o de sensibilizar a população para a necessidade de recuperação deste antigo templo, bem como a sua classificação junto à Direção Regional da Cultura.